# Oro-fazio-digitales Syndrom Typ 10
Das Oro-fazio-digitales Syndrom Typ 10 oder (OFD X) ist eine sehr seltene angeborene Erkrankung mit einer Kombination von Gesichtsdysmorphie, Gaumenspalte, Oligodaktylie und Polydaktylie wie bei den Oro-fazio-digitalen Syndromen und zusätzlich Verkürzung des Radius und fibulare Hemimelie.
Die Abgrenzung als separater Typ 10 gilt als veraltet, dieses Krankheitsbild wird von der Datenbank Orphanet unter Oro-fazio-digitales Syndrom subsumiert. 
Synonyme sind: Figuera-Syndrom; OFD10; Oro-fazio-digitales Syndrom mit Fibula-Aplasie
Die Erstbeschreibung stammt aus dem Jahre 1993 durch den mexikanischen Humangenetiker L. E. Figuera und Mitarbeiter.

## Verbreitung
Häufigkeit und eventueller Vererbungsmodus sind nicht bekannt, bislang wurde nur eine Einzelfallbeobachtung beschrieben.

## Klinische Erscheinungen
Klinische Kriterien sind:
- Gesichtsdysmorphie mit Telekanthus, flachem Nasenrücken, Retrogenie
- Gaumenspalte, abnormale Zungenbändchen
- Skelettveränderungen mit Oligo- und Polydaktylie sowie erheblich verkürztem Radius, Agenesie der Fibula und Tarsale Koalition

## Differentialdiagnose
Abzugrenzen sind andere Formen des Oro-fazio-digitalen Syndromes.